# Laurent Dupont-Haumont
 (février 2016).
Laurent Haumont, sieur du Pont, dit Dupont-Haumont, né à Bouin le 1er janvier 1718, mort avant 1761, est un maître chirurgien, chirurgien major de l'hôpital de l'île de Bouin.

## Biographie
D'une famille originaire d'Herbignac, fils de Jean Haumont, apothicaire et chirurgien à Bourgneuf, il suivit la profession de son père à Bouin où il devint chirurgien major de son hôpital royal. Il fut l'un des pionniers de la paracentèse.
Après son acquisition de la terre du Pont il se styla soit Laurent Haumont sieur du Pont, ou plus tard, Laurent Dupont Haumont et se qualifia de noble homme.
En 1761 il publia dans le "Journal de médecine, chirurgie, pharmacie", le récit de son expérience avec une femme de 47 ans qui souffrait d'un gonflement extrême du bas-vetre qu'il a traité d'une paracentèse, dont il a tiré "trente-deux pintes d'eau, & un quart d'heure après, elle se promena dans les rues." Haumont a répété la procédure 143 fois dans l'espace de trois ans après lesquelles elle était autrement en parfaite santé. De ce fait il a recommandé que cette procédure soit "substituée aux hydragogues que l'on emploie si aisément dans cette maladie".
Son gendre René Julien Hardouin le succèdera dans sa charge de chirurgien major de l'hôpital royal de l'île de Bouin.